# Lisbeth Imer
Lisbeth M. Imer (* 3. Februar 1973 in Aalborg) ist eine dänische Runologin und Archäologin.

## Werdegang
Imer schloss 2003 den Master in prähistorischer Archäologie an der Universität Kopenhagen ab. 2007 promovierte sie an derselben Universität in Runologie. Ihre Dissertation verfasste sie zur Chronologie und Funktion der Runen und Runeninschriften in der Eisen- und Wikingerzeit in Skandinavien. Sie hat mehrere Bücher und Artikel zu den Runenfunden in Dänemark und Grönland geschrieben. Heute ist sie Forscherin am Nationalmuseum in Dänemark im Bereich Mittelalter, Renaissance und Numismatik, wo sie zu Runen und Runensteinen Forschung betreibt.
2016 wurde ihr Buch Denmarks runesten: En fortælling für die dänischen Literaturpreise Årets historiske bog und Weekendavisens litteraturpris nominiert.

## Auszeichnungen
- 2022: Grandjeans legat
- 2021: Dronning Margrethe II’s Videnskabspris[8]
- 2009: Rothenborgs hæderslegat

## Publikationen (Auswahl)

### Bücher
- Danmarks runesten. En fortælling. Foto Roberto Fortuna. Nationalmuseet, Gyldendal u. a. 2016, ISBN 978-87-02-19132-5.
- Peasants and Prayers. The Inscriptions of Norse Greenland (= Publications from the National Museum. Studies in Archaeology & History. 25). University Press of Southern Denmark, Odense 2017, ISBN 978-87-7602-345-4.
- Rigets runer. Aarhus Universitetsforlag, Aarhus 2018, ISBN 978-87-7184-585-3.
- mit Anders Lundt Hansen, Niels Roland: Runernes verden. Birkerød, Eudor 2022, ISBN 978-87-94015-33-2.

### Artikel
- mit Sören M. Sindbæk: Nye fund af runer i Ribe. In: Danske Studier. 2021, S. 5–30, (Digitalisat).
- Runeindskrifterne I Grønland. In: Skalk. Nummer 2, 2020, S. 23–29.
- mit Laila Kitzler Åhfeldt: Rune Carvers and Sponsor Families on Bornholm. In: Danish Journal of Archaeology. Band 8, 2019, S. 1–21, doi:10.7146/dja.v8i0.113226, (Digitalisat).
- The Danish runestones – When and where? In: Danish Journal of Archaeology. Band 3, 2015, S. 164–174, doi:10.1080/21662282.2015.1104905.
- Ave Maria: Religiøs brug af runer I middelalderens Grønland. In: Nationalmuseets Arbejdsmark. 2012, S. 60–71.
- Vikingatida gotländska bildstenar. En kronologisk översyn. In: Gotländskt Arkiv. Band 84, 2012, S. 115–118.
- The oldest runic monuments in the North: Dating and distribution. In: NOWELE. Band 62/63, 2011, S. 169–221, doi:10.1075/nowele.62-63.04ime.